# Bruno Topff
Bruno Gustav Eugen Topff (2. november 1886 i Potsdam – 9. november 1920 i Sønderborg) var en tysk uniformsskrædder og marinesoldat. Ved slutningen af 1. verdenskrig var han avanceret til overskræddergast ved den tyske Kaiserliche Marine. Sønderborg hørte fra 1864 til 1920 til Tyskland.
Fra den 6. november til den 9. november 1918 ledede Bruno Topff et soldaterråd, hvis præsidium tog magten på marinestationen i Sønderborg og dermed magten over øen Als.

## Årsagerne til begivenhederne
Efter det tyske kejserriges sammenbrud i 1918 udbrød Matrosoprøret i Kiel, som udviklede sig til Novemberrevolutionen i Tyskland, og der oprettedes også soldaterråd i de større tyske byer. En af lederne var den socialdemokratiske rigsdagsmand Gustav Noske (1868-1946). Han ankom til Kiel den 4. november 1918 og blev den 7. november 1918 udnævnt til leder af arbejder- og soldaterrådene i Tyskland.
Den 9. november 1918 udråbtes den tyske republik, og våbenstilstanden blev en realitet den 11. november 1918. (Perioden fra umiddelbart første verdenskrigs afslutning 11. november 1918 til vedtagelsen af Weimarforfatningen i august 1919 var præget af store interne stridigheder og regulær krig mellem socialistiske militsgrupper og højrenationale frikorps).
Den 6. november nåede nyheden om de revolutionære tilstande i Kiel til Sønderborg på Als, hvor mellem 4.000 og 5.000 marine- og infanterisoldater var indkvarteret på marinestationen i Sønderborg. Samme dag holdt soldaterne et møde og stiftede et Soldaterråd. Som formand valgte de den 32-årige Bruno Topff. Tidligere havde han ligget alvorlig lungesyg på mariestationens lazaret, men der var han øjensynligt ikke i denne særlige situation.
Under hans ledelse forløb revolutionen på Als ordnet og ikke-voldeligt. Hans regering holdt mindre end 70 timer. Den 9. november trådte han tilbage som formand for soldaterrådet af helbredsmæssige årsager.

## Myten Republikken Als
En myte har siden gjort Bruno Topff til præsident over "Republikken Als", men det er formodentlig ikke virkeligheden. Det er sandsynligt at den sygdomssvækkede Bruno Topf på grund af manglende kommunikation med de andre tyske soldaterråd tog sagen i egen hånd og lod Als frigøre fra Det Tyske Kejserrige og udråbte republikken Als. Hans tanker har sikkert været, at republikken Als skulle være en del af republikken Tyskland. Det understøttes bl.a. af, at han 7. november 1918 kl. 10 beder lederen af Soldaterrådet i Kiel, Gustav Noske, om lønninger til marinesoldaterne i Sønderborg.

## Vidneudsagn
I Sønderjyske årbøger 2. halvbind 1966 fortæller et vidne, den senere landsretssagfører A. Thyssen, som var indkaldt til marinen i slutningen af krigen:
"Umiddelbart efter ankomsten til marinestationen i Sønderborg fik vi sammen med de tilbageværende officerer ordrer til at tage opstilling på kasernepladsen. En matros i en flagrende stribet hospitalsfrakke og hue, sprang op på bordet, hvorefter han holdt en tordentale, som han indledte med følgende bombastiske ord: ”Nun haben wir die Macht vergriffen, und das Hampelmann (sprællemand) spielen ist vorbei. Wir kommen soeeben von Kiel, wo wir 600 Officerer erschossen haben”. Det sidste viste sig dog heldigvis at være pral, dels havde Topff ikke været i Kiel, idet han som bekendt havde forladt marinehospitalet i Sønderborg, hvor han var indlagt med alvorlig tuberkulose. Vi ved også, at en kendsgerning var at matrosopstanden i Kiel forløb uden disse påståede ofre. Under talen advarede Topff i meget kraftige vendinger mod enhver art af modstand eller hindring mod at gennemføre omvæltninger, idet han truende gjorde os bekendt med, at panserkrydseren SMS Königs kanoner var rettet mod kasernens bygninger, hvilket for øvrigt var rigtigt og at der ville blive skudt ved det mindste tegn på modstand. Talen sluttede med, at han udråbte øen Als som selvstændig republik og meddelte, at forbindelsen over pontonbroen til fastlandet var afbrudt, og at han havde overtaget styret som præsident over republikken Als. Derefter måtte de tilbageværende officerer defilere forbi bordet, hvor de måtte lægge deres sabler for fødderne af ”Præsident Topff”, nogle der gjorde et stærkt indtryk på os unge matroser og sikkert må havde været den værste stund i en tysk officers liv".

## Bruno Topffs tre opråb
Første opråb er en næsten ordret kopi af et opråb som soldaterrådslederen Gustav Noske lavede i Kiel. Heri garanterer Bruno Topff borgernes liv og ejendom. Han gør også opmærksom på, at han skal underskrive alle aftaler, for at de kan være gældende. (Det er interessant, idet der i Noskes version var tale om, at Noske og et medlem af arbejder- og soldaterrådet skulle underskrive aftaler og love gældende for samtlige soldaterråd).
Andet opråb drejede sig om, hvorledes marinesoldaterne skulle forholde sig, og at borgerne skulle holde sig borte fra gaderne og ikke måtte skyde fra husene.
Tredje opråb lød kort og godt:” Borgere i Sønderborg. I har set, jeg opretholder ro og orden. Jeg afventer jeres delegation for at høre jeres ønsker.”

## Efterspillet
Efter revolutionen på Als blev der stille om Topff. Han blev 1919 arresteret og stillet for en tysk krigsret. Den 14. januar 1919 blev Bruno Topff frikendt ved en krigsret i Slesvig by. Marinerettens erklærede, at sagen mod Oberschneidergast Bruno Topff er indstillet, fordi undersøgelsen har vist, at mistanken om strafbar handling ikke kan opretholdes. Erklæringen 23 er dateret 14/1 – 1919 og underskrevet af marinekrigsretsråd Becker og på rettens vegne af Siewers. Dommerkendelsen frikender Topff med begrundelsen: "fordi hans revolution havde været fredelig og måske forhindret mere radikale i at erobre magten".
Efter frifindelsen og hjemsendelsen begyndte Topff en skrædderforretning i Sønderborg. Den 16. August 1919 var Topff indskrevet som taler for Spartakusbund ved en demonstration mod for høje priser og for små madrationer.
I Sonderburg Zeitung skrev Topff den 2. april 1919 som svar på et angreb på ham angående revolutionen på Als:
"Jeg var partiløs, og satte mig i spidsen for soldaterrådet, jeg handlede i sin tid som idealist og kun som sådan overtog jeg ledelsen af 4 000 – 5 000 mænd. Da vort fædreland den 9. november 1918 var under frygtelig kaos og var truet af anarki, da var jeg en af dem som havde mod til at lægge tømmer på løssluppenheden og til dels en tøjlesløs masse. Her i Sønderborg gjorde jeg det helt alene og det kun for at hindre blodsudgydelse, rov og plyndringer". 
Topff havde tuberkulose, og den 5. november 1920 indlagdes han på hospitalsafdelingen på den danske Krigsinvalideskole i Sønderborg og døde i Sønderborg den 9. november 1920. Hans enke Anni Topff flyttede fra Sønderborg til Berlin samme dag. De efterlod ingen børn. Topff er begravet på "De 12 Apostles" kirkegård i Kolonnenstrasse i Berlin. Bruno Topff Selskabet har på hans familiegravsted opsat en lille mindeplade med hans navn.
Bruno Topff Selskabet og Sønderborg Kommune nedsatte den 6. november 1993 på hans gravsted på "De 12 Apostles” kirkegård i Berlin en gravsten med følgende tekst:
Matrose Bruno Topff
- 2. 11. 1886 in Potsdam

+ 9. 11. 1920 in Sonderburg
”Präsident” der Insel Alsen
Nordschleswig 7. 9. 1918